# Krunoslav Hulak
Krunoslav Hulak (Osijek, 25 maggio 1951 – Zagabria, 23 ottobre 2015) è stato uno scacchista croato (jugoslavo fino al 1991).
Ottenne il titolo di Maestro Internazionale nel 1974 e di Grande maestro nel 1976.
Vinse il Campionato jugoslavo nel 1976 e il Campionato croato nel 2005.
Altri risultati:
- 1974: pari primo a Varna;
- 1976: pari secondo a Lublino;
- 1977: secondo ad Amsterdam (IBM);
- 1980: pari primo a Sombor, pari primo a Osijek;
- 1981: secondo a Budua;
- 1983: pari primo a Banja Luka;
- 1984: secondo a nel 26º torneo di Capodanno di Reggio Emilia;[2]
- 1985: secondo a Zagabria;
- 1986: vince il torneo di Wijk aan Zee-B;
- 1987: pari primo a Banja Luka;
- 2000: secondo a Salona.

Partecipò a sei olimpiadi degli scacchi, tre volte con la Jugoslavia (1982, 1986 e 1990) e tre con la Croazia (1992, 1994 e 1996), ottenendo il risultato complessivo di +19 =20 –9 (60,4 %).